# Fuirena pubescens
Fuirena pubescens là loài thực vật có hoa trong họ Cói. Loài này được (Poir.) Kunth mô tả khoa học đầu tiên năm 1837.